# 災情告急
《災情告急》（韓語：리베라 메）是一部2000年出品的韓國電影，於2000年11月11日上映，片長120分鐘，由梁允豪執導，崔民秀、車勝元、劉智泰及金奎梨主演。

## 劇情介紹
少年犯呂熙秀十二年刑滿獲釋踏出監獄之時，監獄突然發生爆炸。不久，一家藥廠及住宅區也相繼被縱火狂徒放火。在火災中消防隊長李仁浩的弟弟仁洙不幸殉職。同事們陷入沉痛的氣氛中，特別是仁洙的拍檔趙尚佑受到很大的打擊。
這接二連三的火災好像是向消防隊員展開挑釁，尚佑負責調查此案，從現場留下的證物及一間神秘的醫院紀錄，他發現這些火災可能是呂熙秀所為，一場貓捉老鼠的遊戲終於開始了⋯
在大火後的數天，某住宅區又發生另一宗大火，尚佑依然加入到救火隊裡，而他的新拍檔賢泰對此感到很不安。正當大家認為火警已受到控制之時，突然又再次發生另一場大爆炸。此時尚佑看到了熙秀就是那個縱火的人，可惜當尚佑想捉拿熙秀之時，熙秀已逃之夭夭⋯

## 演員陣容
- 崔民秀 飾 趙尚佑
- 車勝元 飾 呂熙秀
- 劉智泰 飾 金賢泰
- 金奎梨 飾 玄敏聖
- 朴相勉 飾 朴漢武
- 鄭　俊 飾 李俊成
- 金秀路 飾 斧頭
- 李豪宰（朝鲜语：이호재 (배우)） 飾 李仁浩
- 朴宰勳（朝鲜语：박재훈 (배우)） 飾 鄭鍾九
- 鄭愛利 飾 鄭明珍
- 許峻豪 飾 李仁洙

## 獎項
| - 第38屆大鐘獎（2001年） - 「最佳電影獎」 - 「最佳導演獎」：梁允豪 - 「最佳男主角獎」：車勝元 - 「最佳美術獎」：姜承容 - 「最佳音響技術獎」：宋秉準、安成浩 - 第21屆青龍電影獎（2000年） - 「最佳男配角獎」：車勝元 | - 第38屆大鐘獎（2001年） - 「最佳攝影獎」：徐廷珉 - 「最佳燈光獎」：辛俊夏 - 「最佳剪接獎」：朴順德 - 「最佳特殊效果獎」：鄭道安 - 第21屆青龍電影獎（2000年） - 「技術獎」：鄭道安（特殊效果） - 第37屆百想藝術大獎－電影部門（2001年） - 「大獎」 - 「作品獎」 - 「男子最優秀演技獎」：崔民秀 - 第9屆春史電影獎（2001年） - 「最佳攝影獎」：徐廷珉 - 「技術獎」：鄭道安（特殊效果） - 第24屆黃金攝影獎（2001年） - 「金獎」：徐廷珉 - 「最佳燈光獎」：辛俊夏 - 「準會員獎」：白東鉉 |

## 外部連結
- 互联网电影数据库（IMDb）上《災情告急》的资料（英文）
- 韩国电影数据库（KMDb）上《災情告急》的資料